# 四君子湯
四君子湯（しくんしとう）は漢方方剤の一つ。出典は宋代の『和剤局方』。

## 効果・効能
体力低下、顔色不良、胃腸機能の低下した人に用いる。

## 適応症
胃腸虚弱、慢性胃炎、胃のもたれ、嘔吐、下痢

## 組成
人参・朮・茯苓・甘草を主剤としていることから四君子と称されている。これに生姜・大棗を加えるのが普通。

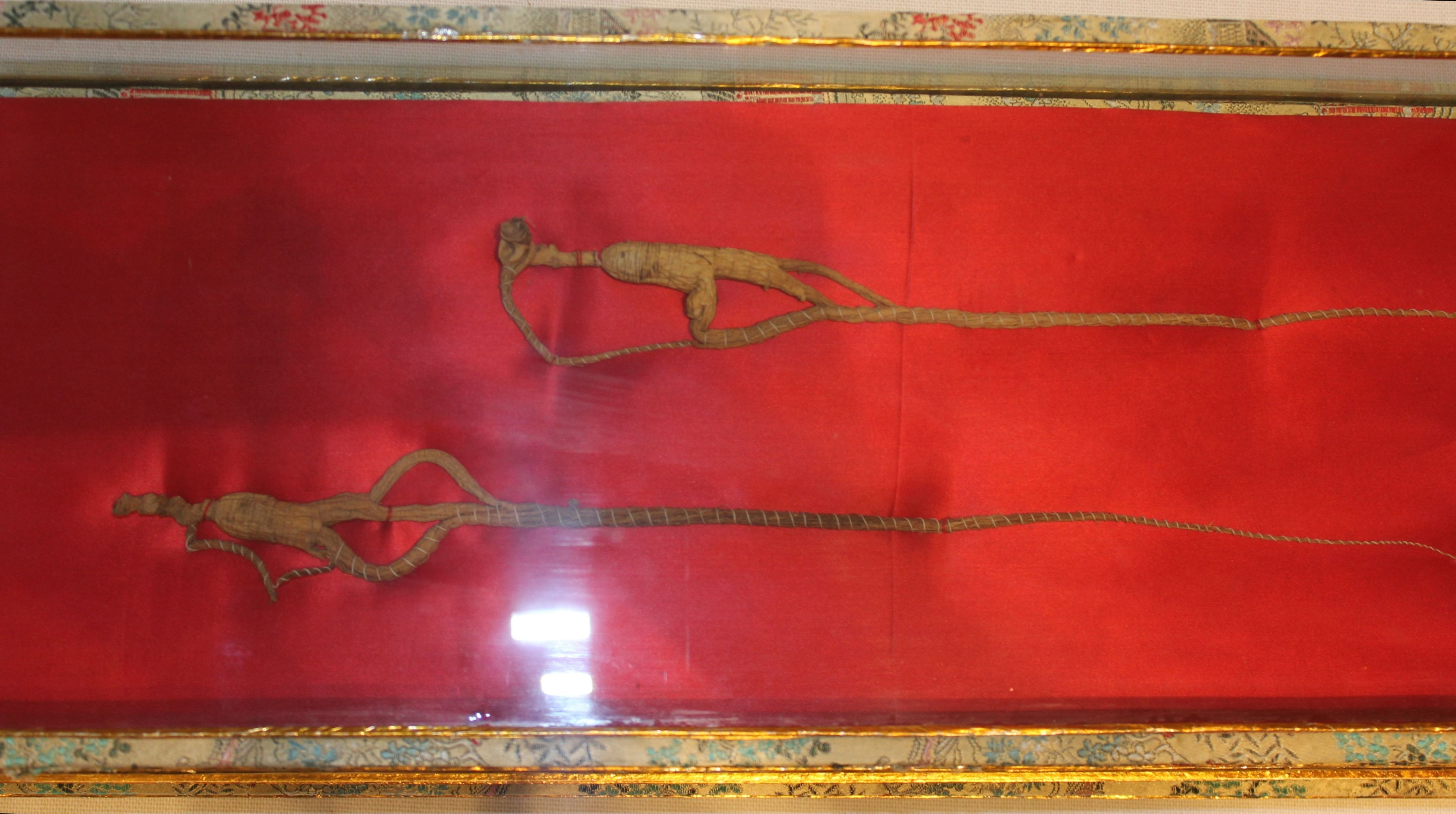
人参
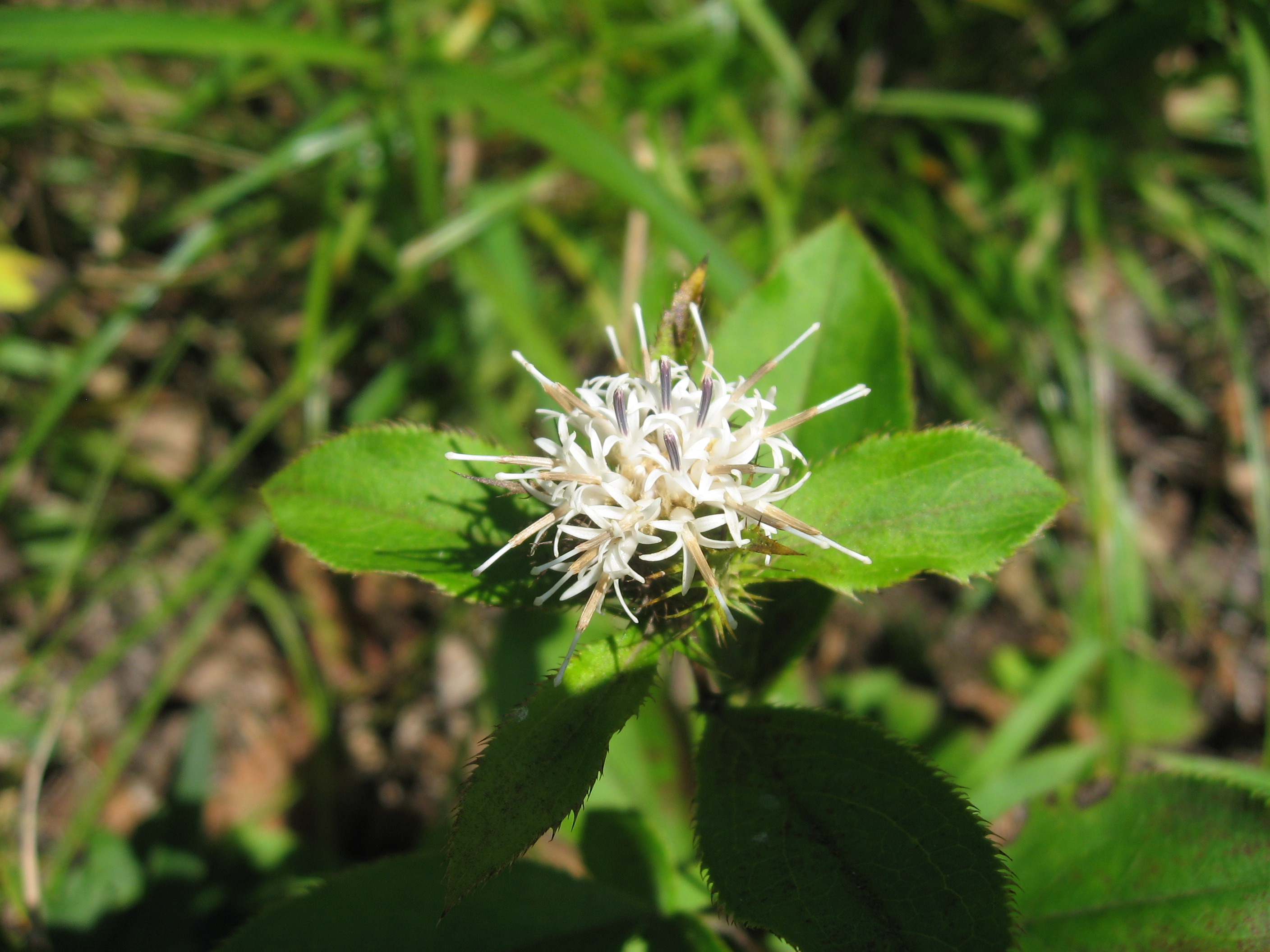
朮
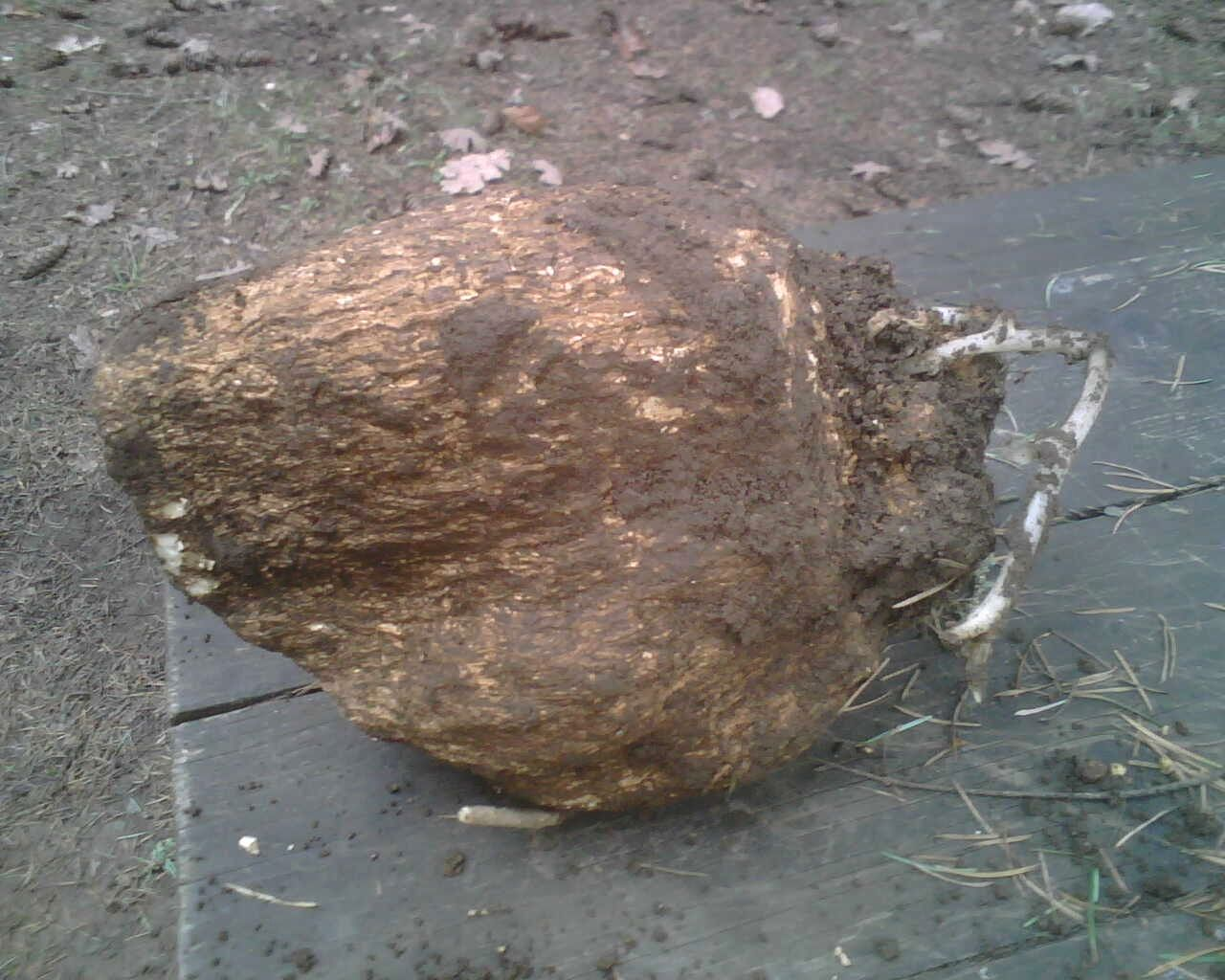
茯苓
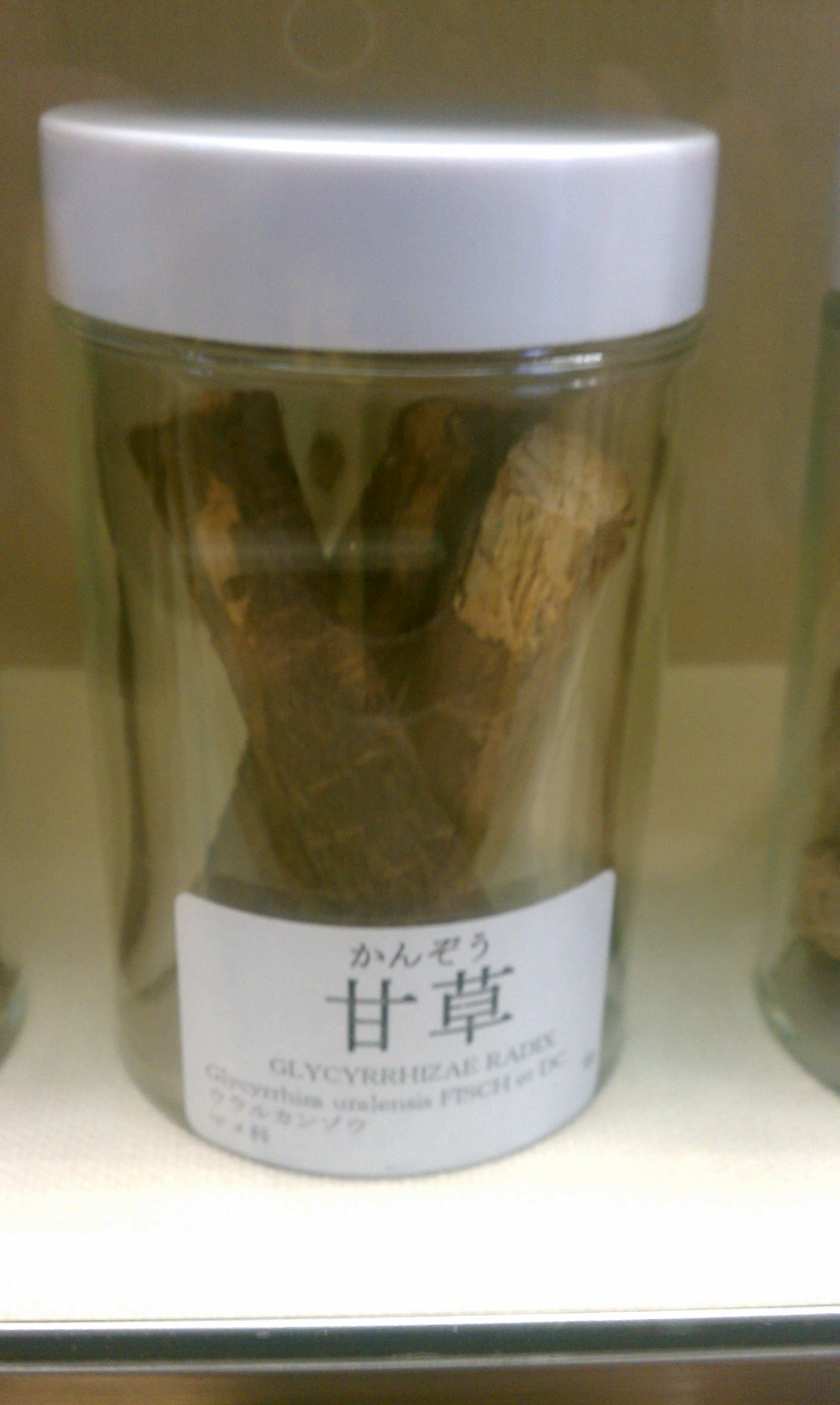
甘草
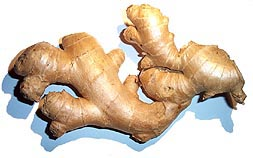
生姜
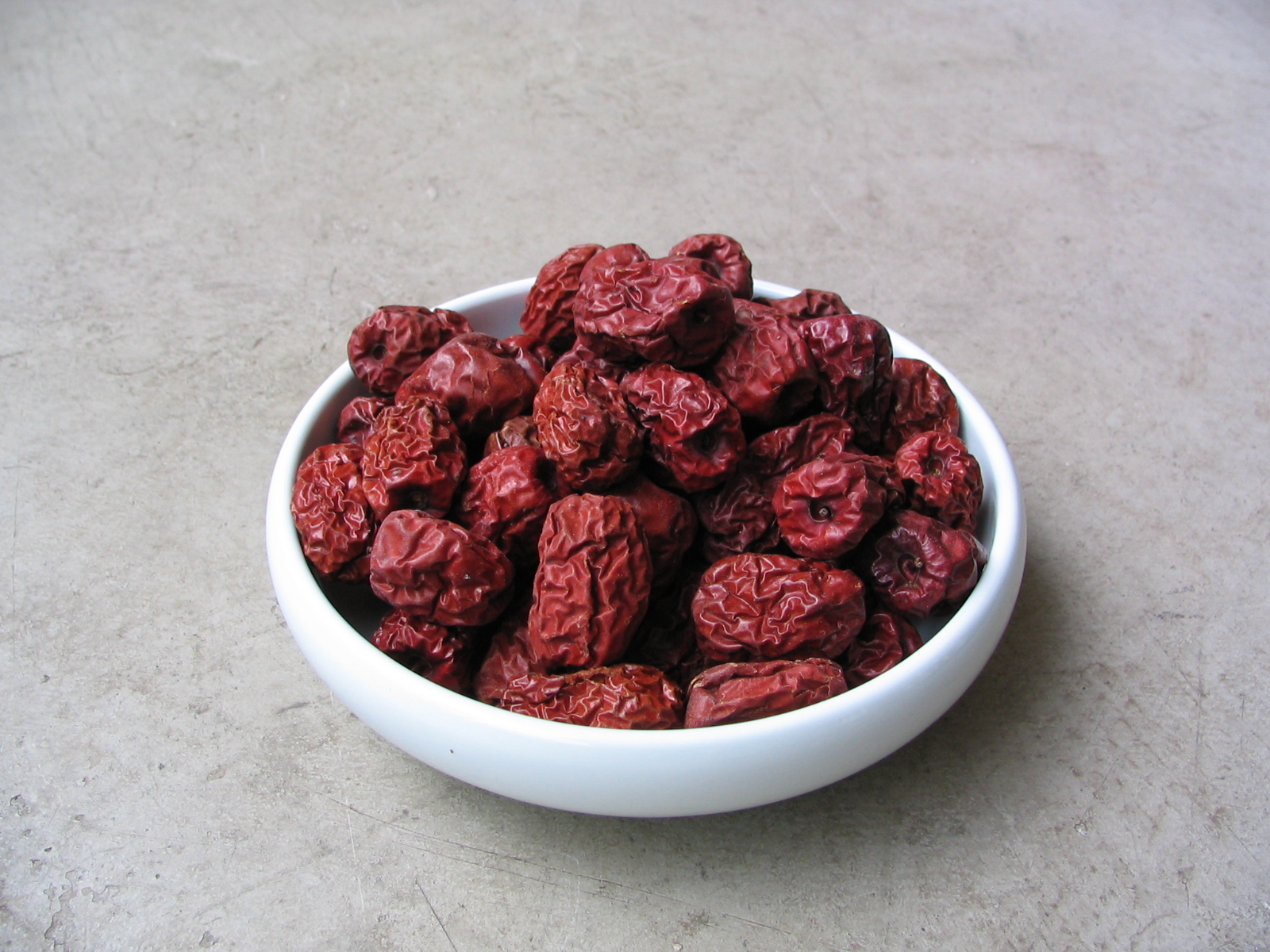
大棗

## 相互作用

### 併用注意
次の薬剤との併用により、偽アルドステロン症、ミオパシーが出現しやすくなる。
1. 甘草含有製剤
2. グリチルリチン酸及びその塩類を含有する製剤

## 副作用
次の副作用がある。

### 重大な副作用
偽アルドステロン症、ミオパシー

### その他
発疹、蕁麻疹

## 注意事項
高齢者は生理機能の低下、妊産婦、小児は安全性が未確立であり、注意が必要である。